# Migel Anhel Munjoz
Migel Anhel Munjoz Blanko (šp. Miguel Ángel Muñoz Blanco; 4. jul 1983, Madrid) je španski filmski glumac i pevač.

## Biografija
Svoje prve značajne uloge ostvario je u serijama šp. Mamá quiere ser artista - Mama hoće da bude umetnik i šp. Al salir de clase - Po izlasku iz škole 1997/1998 godine. Svoju sledeću značajnu ulogu dobio je 2000. godine u seriji Kompanjeros odigravši lik Čarlija. Međutim, ono po čemu je definitivno ostao zapamćen jeste uloga Roberta Robera Arenalesa koju dobija 2002. godine.

## Korak Napred
Za seriju Korak Napred prijavio se veliki broj mladih (2.000), a samo mali broj njih dobio je priliku da zaigra u ovoj hit seriji. Jedna od glavnih rola poverena je mladom i perspektivnom glumcu Migelu Anhelu Munjozu. S obzirom na to da serija govori o životu mladih umetnika, glumci su morali da pored glume usavršavaju i svoje pevanje i ples.
Roberto Arenales (Rober) je najmlađi u svojoj porodici. Ponekad bahat i razmažen, ali i beskrajno duhovit, važio je za najvećeg zavodnika na svojoj godini. 'Baja' Rober, kako on sam sebe zove, prvo je osvojio srce Silvije Hauregi (Monike Kruz), da bi se posle par prolaznih avantura skrasio pored Marte Ramos (Dafne Fernandez).
Migel je tokom emitovanja UPE doživeo svetsku slavu (54 zemlje su emitovale ovu seriju). Pored toga M.A.M (nadimak Migel Anhela) je i bio član grupe proistekle iz serije, UPA DENS i u prvoj postavi sa Beatriz Luengo, Pablom Pujolom i Monikom Kruz, kao i u drugoj sa Eduom del Pradom i Elizabet Jordan.

## Rad u pozorištu i na filmu
Migel je i pored svoje televizijske karijere zaigrao i u šest filmova i tri pozorišne predstave.

## Uslisesov sindrom
M.A.M se još jednom našao u glavnoj ulozi, 2007. godine u seriji Ulisesov Sindrom. U toj seriji, on glumi mladog imućnog doktora koji iz elitne bolnice prelazi u lokalnu bolnicu. On se tada snalazi sa novim radnim okruženjem i drugim uslovima rada.

## Muzička karijera
Sem po svojoj glumačkoj karijeri, Migel je ostao zapamćen i po svojoj muzičkoj karijeri. Posle raspada grupe UPA DENS on se posvetio solo karijeri. 2005. je izdao svoj hit singl šp. Dirás que estoy loco - Reći ćeš da sam lud, a 2006. kompletan album pod imenom Miguel Ángel Muñoz.

## Spoljašnje veze
- Zvanični veb-sajt
- Migel Anhel Munjoz na sajtu  (jezik: engleski)